# Nati il 1º luglio
| Questa pagina contiene informazioni ricavate automaticamente dalle voci biografiche con l'ausilio del template Bio e di un bot. L'aggiornamento è periodico e automatico e ricostruisce completamente la pagina. Se manca una persona in questa lista, sei pregato di non aggiungerla, ma accertati piuttosto che la sua voce biografica contenga il template Bio e che i dati anagrafici siano correttamente compilati. Se il template Bio manca, inseriscilo tu stesso o, in alternativa, metti l'avviso {{tmp\|Bio}} che ne segnala la mancanza. Se i dati riportati sono sbagliati, correggi direttamente la voce biografica; le modifiche saranno visibili in questa lista entro pochi giorni. Per chiarimenti vedi il progetto biografie. La lista contiene solo le 1.179 persone che sono citate nell'enciclopedia e per le quali è stato implementato correttamente il template Bio. Pagina aggiornata al 17 ago 2025. |

## XIV secolo(4)
- 1311 - Liu Ji, politico, funzionario e poeta cinese († 1375)
- 1336 - Filippo d'Orléans, duca francese († 1375)
- 1368 - Braccio da Montone, nobile e condottiero italiano († 1424)
- 1381 - Lorenzo Giustiniani, patriarca cattolico italiano († 1456)

## XV secolo(1)
- 1464 - Chiara Gonzaga, nobile († 1503)

## XVI secolo(12)
- 1506 - Luigi II d'Ungheria e Boemia, re ungherese († 1526)
- 1518 - Rodolfo II Baglioni, condottiero e politico italiano († 1554)
- 1532 - Marino Grimani, doge († 1605)
- 1534 - Federico II di Danimarca, re († 1588)
- 1549 - Decio Azzolino il Vecchio, cardinale e vescovo cattolico italiano († 1587)
- 1560 - Charles III de Croÿ, nobile e militare belga († 1612)
- 1567 - Carlo di Lorena, cardinale francese († 1607)
- 1572 - Giovanni Battista Lalli, poeta italiano († 1637)
- 1574 - Joseph Hall, vescovo anglicano, poeta e scrittore britannico († 1656)
- 1586 - Claudio Saracini, compositore e liutista italiano († 1630)
- 1595 - Albrycht Radziwiłł, nobile e politico polacco († 1656)
- 1596 - Bertuccio Valier, politico e diplomatico italiano († 1658)

## XVII secolo(12)
- 1606 - Erasmo di Bartolo, compositore italiano († 1656)
- 1609 - Giovanni Argoli, letterato italiano († 1660)
- 1618 - Cosimo Fancelli, scultore italiano († 1688)
- 1619 - Peter Philipp von Dernbach, vescovo cattolico tedesco († 1683)
- 1621 - Cornelis de Man, pittore olandese († 1706)
- 1627 - Anna Maria di Meclemburgo-Schwerin, nobile († 1669)
- 1646 - Gottfried Wilhelm von Leibniz, filosofo, matematico e scienziato tedesco († 1716)
- 1650 - Maria Anna Teresa Vasa, principessa polacca († 1651)
- 1654 - Luigi Giuseppe di Borbone-Vendôme, nobile e generale francese († 1712)
- 1662 - Beatrice Geronima di Lorena, nobile francese († 1738)
- 1679 - Giovanni Benedetto Borromeo Arese, nobile e imprenditore italiano († 1744)
- 1682 - Aurelia d'Este, nobile († 1719)

## XVIII secolo(30)
- 1708 - Gioacchino Castelli, vescovo cattolico italiano († 1788)
- 1711 - Karl Michael von Attems, arcivescovo cattolico austriaco († 1774)
- 1722 - Vasilij Michajlovič Dolgorukov, generale russo († 1782)
- 1722 - Pierluigi Galletti, vescovo cattolico e archeologo italiano († 1790)
- 1723 - Pedro Rodríguez de Campomanes, economista, storico e politico spagnolo († 1802)
- 1723 - Ulrica Sofia di Meclemburgo-Schwerin, duchessa († 1813)
- 1725 - Jean-Baptiste Donatien de Vimeur de Rochambeau, generale francese († 1807)
- 1727 - Diego José Abad, poeta, scrittore e teologo messicano († 1779)
- 1728 - Nicolas Guy Brenet, pittore francese († 1792)
- 1730 - Izabella Poniatowska, nobildonna polacca († 1808)
- 1730 - Pëtr Stepanovič Protasov, politico e ufficiale russo († 1794)
- 1731 - Adam Duncan, ammiraglio britannico († 1804)
- 1738 - Charles Louis François de Paule de Barentin, politico francese († 1819)
- 1742 - Georg Christoph Lichtenberg, fisico, scrittore e aforista tedesco († 1799)
- 1752 - Thomas Pelham-Clinton, III duca di Newcastle, politico e ufficiale inglese († 1795)
- 1755 - Christian Friedrich von Glück, giurista tedesco († 1831)
- 1756 - Johann Peter von Langer, pittore tedesco († 1824)
- 1762 - Prospero Balbo, politico italiano († 1837)
- 1766 - Anselm Maria Fugger von Babenhausen, principe e politico tedesco († 1821)
- 1768 - Teobaldo Cacherano d'Osasco, generale italiano († 1848)
- 1769 - Giovanni Salucci, architetto italiano († 1845)
- 1771 - Ferdinando Paër, compositore italiano († 1839)
- 1776 - Sophie Gay, scrittrice francese († 1852)
- 1777 - Domenico Paghini, pittore italiano († 1850)
- 1780 - Ludwig Philipp von Bombelles, diplomatico austriaco († 1843)
- 1780 - Carl von Clausewitz, generale e scrittore prussiano († 1831)
- 1783 - Jacques Laurent Favrat de Bellevaux, politico italiano († 1860)
- 1788 - Jean Victor Poncelet, matematico e ingegnere francese († 1867)
- 1789 - Francisco Javier Mina, avvocato e militare spagnolo († 1817)
- 1800 - Johann Heinrich Friedrich Karl Witte, giurista, filologo e filosofo tedesco († 1883)

## XIX secolo(144)
- 1801 - Alfred Wilhelm Volkmann, fisiologo e filosofo tedesco († 1877)
- 1802 - Alberto Montecuccoli-Laderchi, politico e diplomatico austriaco († 1852)
- 1802 - Gideon Welles, politico e giornalista statunitense († 1878)
- 1804 - George Sand, scrittrice e drammaturga francese († 1876)
- 1807 - Thomas Green Clemson, politico statunitense († 1888)
- 1808 - Henry Doubleday, entomologo e ornitologo britannico († 1875)
- 1809 - Constantin Héger, insegnante belga († 1896)
- 1809 - William Russell, VIII duca di Bedford, politico inglese († 1872)
- 1809 - Antonio Tari, filosofo, scrittore e critico musicale italiano († 1884)
- 1812 - Pavel Vasil'evič Annenkov, critico letterario e storico russo († 1887)
- 1813 - Ignazio Falzon, francescano maltese († 1865)
- 1813 - Filadelfo Faro, politico italiano († 1883)
- 1814 - Emanuele Chiabrera Castelli, generale italiano († 1909)
- 1814 - John Early, gesuita e educatore irlandese († 1873)
- 1814 - Luisa Recalchi Grillenzoni, educatrice italiana († 1892)
- 1816 - ʿAbbās I d'Egitto, politico e militare egiziano († 1854)
- 1817 - Franz Breit, medico tedesco († 1868)
- 1818 - Josiah Gorgas, generale statunitense († 1883)
- 1818 - Ignác Semmelweis, medico ungherese († 1865)
- 1818 - Henrietta Treffz, mezzosoprano austriaca († 1878)
- 1819 - Elena Ivanovna Andrejanova, ballerina russa († 1857)
- 1821 - Anatole de Barthélemy, numismatico e archeologo francese († 1904)
- 1823 - Carlo Canera di Salasco, generale italiano († 1891)
- 1824 - Casto Méndez Núñez, marinaio e militare spagnolo († 1869)
- 1827 - John Owen, religioso e scacchista inglese († 1901)
- 1827 - Achille Sacchi, medico e patriota italiano († 1890)
- 1830 - Francesco Santamaria-Nicolini, politico italiano († 1918)
- 1831 - Wojciech Gerson, pittore polacco († 1901)
- 1831 - Giovanni Battista Tenani, politico e militare italiano († 1892)
- 1833 - Nicola Sole, politico italiano († 1901)
- 1834 - Jadwiga Łuszczewska, poetessa e scrittrice polacca († 1908)
- 1835 - Alfred von Gutschmid, orientalista e storico tedesco († 1887)
- 1837 - Henry Rathbone, militare statunitense († 1911)
- 1838 - Gaetano Chierici, pittore e politico italiano († 1920)
- 1840 - Giuseppe Maria Salvi Cristiani, insegnante e politico italiano († 1900)
- 1841 - Telesforo Cattoni, patriota e avvocato italiano († 1861)
- 1844 - Verney Lovett Cameron, esploratore britannico († 1894)
- 1844 - Vittorio de Riccabona, politico italiano († 1927)
- 1845 - Eugenio Figoli des Geneys, imprenditore e politico italiano († 1937)
- 1846 - Elvira de Gresti, scrittrice, pianista e compositrice italiana († 1937)
- 1846 - Ludwig von Sybel, archeologo tedesco († 1929)
- 1847 - Heinrich Gelzer, filologo classico tedesco († 1906)
- 1848 - Auguste Angellier, poeta francese († 1911)
- 1848 - Heinrich Hübschmann, filologo e orientalista tedesco († 1908)
- 1849 - Louis Welden Hawkins, pittore francese († 1910)
- 1850 - Florence Earle Coates, poetessa e scrittrice statunitense († 1927)
- 1851 - Sergej Michajlovič Kravčinskij, politico russo († 1895)
- 1854 - Aristarch Belopol'skij, astronomo e astrofisico russo († 1934)
- 1854 - Henri-François Delaborde, storico francese († 1927)
- 1854 - Pier Enea Guarnerio, linguista, glottologo e poeta italiano († 1919)
- 1854 - Albert Bushnell Hart, storico statunitense († 1943)
- 1857 - Roger Connor, giocatore di baseball e allenatore di baseball statunitense († 1931)
- 1858 - Willard Metcalf, pittore statunitense († 1925)
- 1859 - Gregorio IV, vescovo († 1928)
- 1859 - Édouard-Alfred Martel, speleologo, geografo e cartografo francese († 1938)
- 1859 - Harry Swepstone, calciatore inglese († 1907)
- 1861 - John Clarkson, giocatore di baseball statunitense († 1909)
- 1864 - Rudolf Martin, antropologo tedesco († 1925)
- 1866 - Josef Albert Amann, ginecologo tedesco († 1919)
- 1866 - Clifford B. Harmon, imprenditore e aviatore statunitense († 1945)
- 1866 - Teddy Williams, tennista britannico († 1911)
- 1867 - Franz Boll, filologo classico e grecista tedesco († 1924)
- 1868 - Frédéric Blanchy, velista francese († 1944)
- 1868 - Bob Cole, compositore, attore e drammaturgo statunitense († 1911)
- 1868 - Giuseppe Mazzarella, giurista e etnologo italiano († 1958)
- 1869 - Vladimir Nikolaevič Pčëlin, pittore e grafico russo († 1941)
- 1869 - William Strunk, insegnante statunitense († 1946)
- 1870 - Léonard Misonne, fotografo belga († 1943)
- 1872 - Louis Blériot, pioniere dell'aviazione e ingegnere francese († 1936)
- 1872 - Aleksej Chvostov, politico russo († 1918)
- 1872 - Khalil Mutran, poeta e giornalista libanese († 1949)
- 1872 - Angelo Porciatti, pistard italiano († 1914)
- 1873 - Alice Guy, regista e produttrice cinematografica francese († 1968)
- 1873 - Nino Sacerdoti, ingegnere italiano († 1954)
- 1873 - Attilio Verdirosi, militare italiano († 1918)
- 1874 - Nigel Playfair, attore, regista e direttore teatrale inglese († 1934)
- 1875 - Ettore Cipolla, politico e magistrato italiano († 1963)
- 1875 - Maurice Mariaud, attore, regista e scrittore francese († 1958)
- 1876 - Mario Luigi Cerati, scrittore e giornalista italiano († 1913)
- 1876 - Susan Glaspell, scrittrice, giornalista e drammaturga statunitense († 1948)
- 1877 - Arvid Aae, pittore svedese († 1913)
- 1877 - Giulio Antamoro, regista italiano († 1945)
- 1877 - Marco Antonio Dressino, presbitero e religioso italiano († 1969)
- 1878 - Joseph Maréchal, gesuita, filosofo e psicologo belga († 1944)
- 1878 - Gino Meneghetti, criminale italiano († 1976)
- 1878 - Waldemar Young, sceneggiatore statunitense († 1938)
- 1879 - Luigi Carlo Caron, politico italiano († 1954)
- 1879 - William G. Everson, generale statunitense († 1954)
- 1879 - Léon Jouhaux, sindacalista e politico francese († 1954)
- 1879 - Æneas Mackintosh, esploratore e navigatore britannico († 1916)
- 1879 - Ramiro Ortiz, filologo e linguista italiano († 1947)
- 1880 - Joseph Ermend Bonnal, organista e compositore francese († 1944)
- 1880 - Carl Carlsen, lottatore danese († 1958)
- 1880 - Eliodoro Coccoli, pittore e decoratore italiano († 1974)
- 1881 - Vincenzo Bettoni, basso italiano († 1954)
- 1881 - Johan Kemp, ginnasta finlandese († 1941)
- 1881 - Nusratullo Maksum, politico tagico († 1937)
- 1882 - Nicholas Laucella, flautista e compositore statunitense († 1952)
- 1883 - István Friedrich, imprenditore e politico ungherese († 1951)
- 1883 - Giorgio Oprandi, pittore italiano († 1962)
- 1883 - Walter Pach, incisore, pittore e critico d'arte statunitense († 1958)
- 1883 - Vittorio Podrecca, italiano († 1959)
- 1884 - Giovanni Randaccio, militare italiano († 1917)
- 1884 - Vincent James Ryan, vescovo statunitense († 1951)
- 1885 - Dorothea Mackellar, poetessa e scrittrice australiana († 1968)
- 1885 - Giovanni Minzoni, presbitero italiano († 1923)
- 1886 - Giuseppe Falugi, generale italiano († 1962)
- 1886 - Anton Kolig, pittore austriaco († 1950)
- 1886 - Robert Antoine Pinchon, pittore francese († 1943)
- 1886 - Gabrielle Robinne, attrice francese († 1980)
- 1886 - Alojz Štolfa, politico italiano († 1953)
- 1887 - Clive Brook, attore britannico († 1974)
- 1888 - Alberto Magnelli, pittore italiano († 1971)
- 1888 - Muhammad Yunis al-Qadi, letterato egiziano († 1969)
- 1888 - Henry Thomas, pugile britannico († 1963)
- 1889 - Vera Ignat'evna Muchina, scultrice e pittrice sovietica († 1953)
- 1891 - Enrico Benini, calciatore italiano († 1916)
- 1891 - Fausto Filzi, patriota italiano († 1917)
- 1891 - Guido Fiorini, architetto e scenografo italiano († 1965)
- 1891 - Benvenuto Franci, baritono italiano († 1985)
- 1891 - Nicolás Franco, generale e politico spagnolo († 1977)
- 1891 - Otis Adelbert Kline, cantautore e romanziere statunitense († 1946)
- 1891 - Sten Selander, scrittore, botanico e biologo svedese († 1957)
- 1891 - Bruto Testoni, lottatore italiano († 1949)
- 1892 - James M. Cain, scrittore, giornalista e sceneggiatore statunitense († 1977)
- 1892 - Albert Durant, pallanuotista belga († 1958)
- 1892 - Jean Lurçat, pittore francese († 1966)
- 1893 - Mario de Bernardi, aviatore e militare italiano († 1959)
- 1893 - Alojzij Res, storico della letteratura sloveno († 1936)
- 1894 - Isaak Ėmmanuilovič Babel', giornalista, drammaturgo e scrittore sovietico († 1940)
- 1894 - Roger Masson, militare svizzero († 1967)
- 1894 - Giovanni Zini, calciatore italiano († 1915)
- 1895 - Giovanni Barale, calciatore italiano († 1976)
- 1896 - Alan Rice-Oxley, aviatore inglese († 1961)
- 1897 - Adriano Grande, poeta e pittore italiano († 1972)
- 1897 - Charles Mulder, bobbista e hockeista su ghiaccio belga († 1953)
- 1897 - Bert Schneider, pugile canadese († 1986)
- 1899 - Thomas A. Dorsey, pianista e compositore statunitense († 1993)
- 1899 - Charles Laughton, attore e regista britannico († 1962)
- 1899 - Kōnstantinos Tsatsos, politico greco († 1987)
- 1900 - Antonio Carrelli, fisico italiano († 1980)
- 1900 - Boris Kniaseff, ballerino e pedagogo russo († 1975)
- 1900 - Luigi Meda, avvocato e politico italiano († 1966)
- 1900 - Giuseppe Valentini, presbitero, missionario e storico italiano († 1979)

## XX secolo(947)
- 1901 - Marziano Barbieri, calciatore italiano († 1977)
- 1901 - Jacques Benoist-Méchin, storico e giornalista francese († 1983)
- 1901 - Anacleto Cazzaniga, arcivescovo cattolico italiano († 1996)
- 1901 - Irna Phillips, autrice televisiva statunitense († 1973)
- 1901 - Karl Rainer, calciatore austriaco († 1987)
- 1901 - Giuseppe Seccatore, calciatore italiano († 1986)
- 1902 - Carlo Ronza, politico italiano († 1986)
- 1902 - Josep Lluís Sert, architetto e urbanista spagnolo († 1983)
- 1902 - William Wyler, regista tedesco († 1981)
- 1903 - Don Beddoe, attore statunitense († 1991)
- 1903 - Luigi Enrico Ferro, violinista italiano († 1975)
- 1903 - Amy Johnson, aviatrice britannica († 1941)
- 1903 - Marius Schneider, musicologo tedesco († 1982)
- 1904 - Mary Calderone, medico statunitense († 1998)
- 1904 - Harvey Gaylord, imprenditore statunitense († 1983)
- 1904 - Renato Vernizzi, pittore italiano († 1972)
- 1905 - Mario Sperone, dirigente sportivo, allenatore di calcio e calciatore italiano († 1975)
- 1906 - Luigi Del Pietro, presbitero svizzero († 1977)
- 1906 - Jean Dieudonné, matematico francese († 1992)
- 1906 - Grazia Giuntoli, politica italiana († 1994)
- 1906 - Georges Laederach, cestista svizzero
- 1906 - Renzo Tarabusi, sceneggiatore italiano († 1968)
- 1907 - Mario Cortiello, pittore italiano († 1981)
- 1907 - Thorleif Hartung, calciatore norvegese († 1982)
- 1907 - Ermogene Miraglia, pittore italiano († 1964)
- 1907 - Angelo Rotondi, calciatore italiano († 1998)
- 1907 - Fabian von Schlabrendorff, giurista e militare tedesco († 1980)
- 1907 - Ruggero Zanolla, allenatore di calcio e calciatore italiano
- 1908 - Raúl de Anda, attore, regista e produttore cinematografico messicano († 1997)
- 1908 - Giuseppe De Falco, politico italiano († 1955)
- 1908 - Ed Gordon, lunghista statunitense († 1971)
- 1908 - Estée Lauder, imprenditrice statunitense († 2004)
- 1908 - Luis Regueiro, calciatore spagnolo († 1995)
- 1909 - Wesley Bolin, politico statunitense († 1978)
- 1909 - Madge Evans, attrice statunitense († 1981)
- 1909 - Juan Carlos Onetti, scrittore e giornalista uruguaiano († 1994)
- 1909 - Antonina Pirožkova, ingegnere e scrittrice russa († 2010)
- 1909 - Emmett Toppino, velocista statunitense († 1971)
- 1910 - Carlos Cillóniz, calciatore peruviano († 1987)
- 1910 - Glenn Hardin, ostacolista statunitense († 1975)
- 1910 - Sandro Italico Mussolini, politico italiano († 1930)
- 1910 - Hans Nadler, architetto tedesco († 2005)
- 1911 - Virginia Carini Dainotti, bibliotecaria italiana († 2003)
- 1911 - Vicente Del Giúdice, calciatore argentino
- 1911 - Elisio Gabardo, calciatore brasiliano († 1969)
- 1911 - Sergej Leonidovič Sokolov, generale e politico sovietico († 2012)
- 1912 - Ulla Barding, schermitrice danese († 2000)
- 1912 - Giuseppe Bartolo, storico e politico italiano († 1977)
- 1912 - Federico Fatecchi, calciatore argentino
- 1912 - Gino Giuberti, calciatore italiano
- 1912 - Sally Kirkland, giornalista statunitense († 1972)
- 1912 - Guglielmo Piantoni, calciatore italiano († 1965)
- 1912 - Abd al-Rahman al-Shaghouri, poeta, sindacalista e mistico siriano († 2004)
- 1913 - Mario Acerbi, calciatore e allenatore di calcio italiano († 2010)
- 1913 - Edgard De Caluwé, ciclista su strada belga († 1985)
- 1913 - Bruno Ferretti, fisico italiano († 2010)
- 1913 - Primo Silvestri, politico italiano († 2003)
- 1913 - Georges Sécan, pittore francese († 1987)
- 1913 - Carlo Zaccagnini, partigiano e avvocato italiano († 1944)
- 1914 - Ahmed Hasan al-Bakr, generale e politico iracheno († 1982)
- 1914 - Christl Cranz, sciatrice alpina, allenatrice di sci alpino e saggista tedesca († 2004)
- 1914 - Michael Wilson, sceneggiatore statunitense († 1978)
- 1915 - Ambrogio Bessi, cestista italiano († 1997)
- 1915 - Willie Dixon, contrabbassista statunitense († 1992)
- 1915 - Giovanni Giraldi, filosofo e filologo italiano († 2014)
- 1915 - Michael Joseph Murphy, vescovo cattolico statunitense († 2007)
- 1915 - Jean Stafford, scrittrice statunitense († 1979)
- 1915 - Oscar Valicelli, attore argentino († 1999)
- 1915 - Nguyễn Văn Linh, politico vietnamita († 1998)
- 1916 - Art Anderson, cestista statunitense († 1983)
- 1916 - Olivia de Havilland, attrice britannica († 2020)
- 1916 - Abdulchakim Isakovič Ismailov, militare sovietico († 2010)
- 1916 - Bill Komenich, cestista statunitense († 1961)
- 1916 - Giovanni Magro, militare italiano († 1942)
- 1916 - Josué Santos, cestista messicano († 2007)
- 1916 - Iosif Samuilovič Šklovskij, astrofisico sovietico († 1985)
- 1916 - George Cashel Stoney, regista statunitense († 2012)
- 1917 - Pedro Aguirrebeña, pallanuotista cileno († 2009)
- 1917 - Virginia Dale, attrice e ballerina statunitense († 1994)
- 1917 - William Gillock, compositore e musicista statunitense († 1993)
- 1917 - Johannes Jakobs, calciatore tedesco († 1944)
- 1917 - Humphry Osmond, psichiatra inglese († 2004)
- 1917 - Naji Talib, generale e politico iracheno († 2012)
- 1918 - Livio Labor, politico, giornalista e sindacalista italiano († 1999)
- 1918 - Vittorio Sala, regista e sceneggiatore italiano († 1996)
- 1918 - Giuseppe Trotter, allenatore di calcio e calciatore italiano († 1975)
- 1918 - Bill Watson, sollevatore britannico († 1998)
- 1919 - Hans Bender, scrittore tedesco († 2015)
- 1919 - Herbert Callen, fisico statunitense († 1993)
- 1919 - Thomas S. Kleppe, politico statunitense († 2007)
- 1919 - Berardino Leoni, militare italiano († 1942)
- 1920 - Harold Sakata, sollevatore, wrestler e attore statunitense († 1982)
- 1920 - Helmut Scholz, militare polacco († 1997)
- 1920 - Lucidio Sentimenti, calciatore e allenatore di calcio italiano († 2014)
- 1920 - Jaroslav Vejvoda, allenatore di calcio e calciatore cecoslovacco († 1996)
- 1921 - Mario Di Lorenzo, generale italiano († 2012)
- 1921 - Walter Galli, poeta e pittore italiano († 2002)
- 1921 - Livio Garzanti, editore e scrittore italiano († 2015)
- 1921 - Walter Kaufmann, filosofo, traduttore e poeta tedesco († 1980)
- 1921 - Seretse Khama, politico botswano († 1980)
- 1921 - Magdolna Nyári-Kovács, schermitrice ungherese († 2005)
- 1921 - Bob Sullivan, cestista e giocatore di baseball statunitense († 2007)
- 1921 - Michalina Wisłocka, medico polacca († 2005)
- 1922 - Gino Baldi, cantante italiano († 2010)
- 1922 - Riccardo Carapellese, allenatore di calcio e calciatore italiano († 1995)
- 1922 - Kruno Prijatelj, storico dell'arte e critico d'arte croato († 1998)
- 1923 - Raffaele Cervo, politico italiano († 1993)
- 1923 - Herman Chernoff, matematico, statistico e fisico statunitense
- 1923 - Alfredo Faget, cestista cubano († 2003)
- 1923 - Constance Ford, attrice e modella statunitense († 1993)
- 1923 - Wilhelm Haferkamp, sindacalista e politico tedesco († 1995)
- 1923 - Enrico Panunzio, scrittore e poeta italiano († 2015)
- 1924 - Gianfranco Draghi, scrittore, artista e psicanalista italiano († 2014)
- 1924 - Gianni Grana, critico letterario, artista e dirigente pubblico italiano († 2001)
- 1924 - Isacco Levi, partigiano italiano († 2019)
- 1924 - Antoni Ramallets, calciatore e allenatore di calcio spagnolo († 2013)
- 1924 - Florence Stanley, attrice statunitense († 2003)
- 1925 - Italo De Zan, ciclista su strada italiano († 2020)
- 1925 - Ferdinando Forlai, ingegnere italiano († 2014)
- 1925 - Farley Granger, attore statunitense († 2011)
- 1925 - Franca Magnani, giornalista italiana († 1996)
- 1925 - Art McNally, arbitro di football americano, arbitro di baseball e arbitro di pallacanestro statunitense († 2023)
- 1926 - François-Régis Bastide, scrittore, diplomatico e politico francese († 1996)
- 1926 - Pietro Benedetti, calciatore italiano († 2022)
- 1926 - Fernando J. Corbató, informatico statunitense († 2019)
- 1926 - Robert Fogel, economista e storico statunitense († 2013)
- 1926 - Salvatore Guglielmino, storico della letteratura, critico letterario e docente italiano († 2001)
- 1926 - Carl Hahn junior, dirigente d'azienda tedesco († 2023)
- 1926 - Hans Werner Henze, compositore tedesco († 2012)
- 1926 - Elio Lugaresi, neurologo italiano († 2015)
- 1927 - Abrar Alvi, sceneggiatore e regista indiano († 2009)
- 1927 - Martino Scarafile, vescovo cattolico italiano († 2011)
- 1927 - Chandra Shekhar, politico indiano († 2007)
- 1928 - Esma Agolli, attrice albanese († 2010)
- 1928 - Bobby Day, cantautore statunitense († 1990)
- 1928 - Stelvio Della Casa, calciatore italiano († 2011)
- 1928 - Júlio Delamare, giornalista brasiliano († 1973)
- 1928 - Bucky McConnell, cestista statunitense († 2019)
- 1928 - Marcello Savini, pittore italiano († 1995)
- 1928 - Birgitta Ulfsson, attrice finlandese († 2017)
- 1929 - Charles Auffret, scultore francese († 2001)
- 1929 - Felice Calcaterra, politico italiano († 2015)
- 1929 - Gerald Edelman, biologo statunitense († 2014)
- 1929 - Ödön Földessy, lunghista ungherese († 2020)
- 1929 - Danilo Montaldi, scrittore, traduttore e saggista italiano († 1975)
- 1930 - Pietro Chiappin, ex calciatore italiano
- 1930 - Manlio Grandi, calciatore italiano († 2002)
- 1930 - Gonzalo Sánchez de Lozada, politico, economista e imprenditore boliviano
- 1930 - Mustafa Akkad, produttore cinematografico e regista siriano († 2005)
- 1931 - Raúl Belén, calciatore argentino († 2010)
- 1931 - Leslie Caron, ballerina e attrice francese
- 1931 - Stanislav Grof, psichiatra ceco
- 1931 - Mohamed Ali Khojastehpour, lottatore iraniano († 2007)
- 1931 - Seyni Kountché, politico e militare nigerino († 1987)
- 1931 - Ștefan Petrescu, tiratore a segno rumeno († 1993)
- 1932 - Sonny Caldinez, attore trinidadiano († 2022)
- 1932 - Luciano Cresci, ingegnere e scrittore italiano († 2022)
- 1932 - Adam Harasiewicz, pianista polacco
- 1932 - Branko Miletić, ex cestista jugoslavo
- 1933 - Rashied Ali, batterista statunitense († 2009)
- 1933 - Félix Ayo, violinista spagnolo († 2023)
- 1933 - Covington Scott Littleton, antropologo statunitense († 2010)
- 1933 - Dom Orejudos, artista, ballerino e coreografo statunitense († 1991)
- 1933 - Toini Pöysti, fondista finlandese († 2024)
- 1933 - Alfredo Rizzo, mezzofondista e siepista italiano († 2023)
- 1933 - Sam Rutigliano, ex giocatore di football americano e allenatore di football americano statunitense
- 1933 - Sergio Santelli, calciatore italiano († 2015)
- 1933 - Julio Vial, calciatore cileno († 2016)
- 1934 - Claude Berri, regista, sceneggiatore e attore francese († 2009)
- 1934 - Ezio Cernich, cestista, allenatore di pallacanestro e dirigente sportivo italiano († 1992)
- 1934 - Sergio D'Offizi, direttore della fotografia italiano
- 1934 - Jamie Farr, attore statunitense
- 1934 - Alex Hershaft, imprenditore, chimico e attivista statunitense
- 1934 - Stan Howard, calciatore inglese († 2004)
- 1934 - Paddy Jones, ballerina britannica
- 1934 - Jean Marsh, attrice britannica († 2025)
- 1934 - Sydney Pollack, regista, attore e produttore cinematografico statunitense († 2008)
- 1934 - Vittoria Quarenghi, politica italiana († 1984)
- 1934 - Kirsten Simone, ballerina danese († 2024)
- 1934 - Benedetto Spera, mafioso italiano
- 1935 - Ann Atwater, attivista statunitense († 2016)
- 1935 - George Bon Salle, cestista statunitense († 2015)
- 1935 - James Cotton, armonicista, cantante e compositore statunitense († 2017)
- 1935 - Franco Marini, regista, attore e sceneggiatore italiano († 2014)
- 1935 - Renato Ongari, canoista italiano († 2016)
- 1935 - David Prowse, attore, culturista e sollevatore britannico († 2020)
- 1936 - Victor Arnold, attore statunitense († 2012)
- 1936 - Ron Masak, attore e doppiatore statunitense († 2022)
- 1936 - Antonio Salines, attore e regista italiano († 2021)
- 1936 - Dianella Selvatico Estense, poetessa e traduttrice italiana († 1999)
- 1936 - Gerard Soeteman, sceneggiatore olandese († 2025)
- 1936 - Roger Staub, sciatore alpino e hockeista su ghiaccio svizzero († 1974)
- 1937 - Emilio Gabaglio, politico e sindacalista italiano († 2024)
- 1937 - Linda Meyers, ex sciatrice alpina, allenatrice di sci alpino e dirigente sportiva statunitense
- 1937 - Galya Novents, attrice cinematografica armena († 2012)
- 1937 - Joe Speca, ex calciatore e allenatore di calcio statunitense
- 1937 - Theodorico Haroldo de Oliveira, calciatore brasiliano († 1990)
- 1938 - Jeanne Ashworth, pattinatrice di velocità su ghiaccio statunitense († 2018)
- 1938 - Hariprasad Chaurasia, compositore e musicista indiano
- 1938 - Gianfredo Comazzi, imprenditore italiano
- 1938 - Panikos Krystallīs, calciatore e allenatore di calcio cipriota († 2025)
- 1938 - Susan Maughan, cantante e attrice britannica
- 1938 - Radivoje Ognjanović, allenatore di calcio e calciatore jugoslavo († 2011)
- 1938 - Dick Rutan, militare, aviatore e politico statunitense († 2024)
- 1938 - László Tóth, operaio ungherese († 2012)
- 1939 - Tadeusz Blauth, ex cestista polacco
- 1939 - Delaney Bramlett, chitarrista, cantante e attore statunitense († 2008)
- 1939 - Augusto Caminito, produttore cinematografico, sceneggiatore e regista italiano († 2020)
- 1939 - Howard Clifton, bobbista statunitense († 1990)
- 1939 - Roberto Di Rosa, politico italiano († 2010)
- 1939 - Oldair, calciatore brasiliano († 2014)
- 1939 - Antonio Parlato, politico e avvocato italiano († 2010)
- 1939 - Hugo Plomteux, linguista belga († 1981)
- 1939 - Jürgen Schütz, calciatore tedesco († 1995)
- 1939 - Karen Black, attrice statunitense († 2013)
- 1940 - Craig Brown, calciatore e allenatore di calcio scozzese († 2023)
- 1940 - Claudio Caramaschi, attore, scrittore e regista italiano
- 1940 - Fariborz Esmaeili, calciatore iraniano († 2020)
- 1940 - George Heslop, calciatore inglese († 2006)
- 1940 - Nicodemo Petteruti, politico italiano
- 1940 - Giulio Pizzirani, attore e regista teatrale italiano
- 1940 - Maurizio Vallone, giornalista italiano
- 1941 - Mohamed Abdi Yusuf, politico somalo
- 1941 - Bob Gansler, ex calciatore e allenatore di calcio statunitense
- 1941 - Rod Gilbert, hockeista su ghiaccio canadese († 2021)
- 1941 - Alfred Gilman, farmacologo e biochimico statunitense († 2015)
- 1941 - Myron Scholes, economista canadese
- 1941 - Twyla Tharp, danzatrice e coreografa statunitense
- 1942 - Maria Adelaide Amaral, drammaturga, scrittrice e sceneggiatrice portoghese
- 1942 - Geneviève Bujold, attrice canadese
- 1942 - Doug Carpenter, allenatore di hockey su ghiaccio e ex hockeista su ghiaccio canadese
- 1942 - Andraé Crouch, compositore, cantautore e produttore discografico statunitense († 2015)
- 1942 - Sandra Crouch, cantante, musicista e percussionista statunitense († 2024)
- 1942 - Karl-Heinz Henrichs, pistard tedesco († 2008)
- 1942 - Terry Wharton, ex calciatore inglese
- 1942 - Izzat Ibrahim al-Douri, militare, guerrigliero e politico iracheno († 2020)
- 1943 - Johan Bontekoe, nuotatore olandese († 2006)
- 1943 - Benvenuto Italo Castellani, arcivescovo cattolico italiano
- 1943 - Heidi Gutruf, attrice e soprano austriaca († 2003)
- 1943 - Freddie Lewis, ex cestista e allenatore di pallacanestro statunitense
- 1943 - Claudio Mantovani, ex calciatore italiano
- 1943 - Sergio Masieri, attore e direttore del doppiaggio italiano
- 1943 - Jim Washington, ex cestista statunitense
- 1944 - Knut Berg, ex calciatore norvegese
- 1944 - Corrado Corradini, allenatore di calcio e ex calciatore italiano
- 1944 - Gunnar Larsson, ex fondista svedese
- 1944 - David Norris, politico irlandese
- 1944 - Lew Rockwell, economista statunitense
- 1944 - Salgueiro Maia, militare portoghese († 1992)
- 1945 - Susham Bedi, scrittrice indiana († 2020)
- 1945 - Jane Cederqvist, nuotatrice svedese († 2023)
- 1945 - Neeli Cherkovski, poeta e scrittore statunitense († 2024)
- 1945 - Daniele Dublino, attore italiano
- 1945 - Debbie Harry, cantautrice, attrice e attivista statunitense
- 1945 - Tony Lecce, ex calciatore italiano
- 1945 - Altangerel Perle, paleontologo mongolo
- 1945 - Mladen Ramljak, calciatore jugoslavo († 1978)
- 1945 - Héctor Silva, rugbista a 15 e allenatore di rugby a 15 argentino († 2021)
- 1945 - Ferdinando Targetti, economista e politico italiano († 2011)
- 1945 - Settimo Termini, fisico italiano
- 1946 - Stefan Aust, giornalista tedesco
- 1946 - Floris Cohen, storico della scienza olandese
- 1946 - Angioletta Coradini, astrofisica italiana († 2011)
- 1946 - Eugenio Fizzotti, presbitero italiano († 2018)
- 1946 - Mireya Moscoso, politica panamense
- 1946 - Slobodan Santrač, allenatore di calcio e calciatore serbo († 2016)
- 1946 - Erkki Tuomioja, politico finlandese
- 1946 - Alceu Valença, cantante, compositore e attore brasiliano
- 1947 - Geoff Davies, ex calciatore inglese
- 1947 - Giuliano Frigeni, vescovo cattolico e missionario italiano
- 1947 - Kazuyoshi Hoshino, ex pilota automobilistico giapponese
- 1948 - Ever Almeida, allenatore di calcio e ex calciatore uruguaiano
- 1948 - Marcello Grassi, allenatore di calcio e ex calciatore italiano
- 1948 - Kacem Slimani, calciatore marocchino († 1996)
- 1948 - John Nonna, ex schermidore statunitense
- 1948 - Mario Venzago, direttore d'orchestra, pianista e docente svizzero
- 1949 - Roberto Bacci, regista teatrale italiano
- 1949 - John Farnham, cantante australiano
- 1949 - Fuad Hussein, politico iracheno
- 1949 - Denis Johnson, scrittore statunitense († 2017)
- 1949 - Zoe Leader, doppiatrice statunitense († 2015)
- 1949 - Gabriel Pontello, ex attore pornografico, produttore cinematografico e regista francese
- 1949 - Viola Valentino, cantante, attrice e ex modella italiana
- 1949 - Šalva Čigirinskij, imprenditore russo
- 1950 - Barry Barto, allenatore di calcio e ex calciatore statunitense
- 1950 - Robert Cacchioni, ex calciatore italiano
- 1950 - David Duke, politico statunitense
- 1950 - Elizabeth Edmondson, nuotatrice australiana
- 1950 - Michael Pressman, produttore cinematografico, produttore televisivo e regista statunitense
- 1951 - Wolfgang Benkert, ex calciatore tedesco orientale
- 1951 - Charlie Bermúdez, ex cestista portoricano
- 1951 - Trevor Eve, attore britannico
- 1951 - Imre Gedővári, schermidore ungherese († 2014)
- 1951 - Klaus-Peter Justus, ex mezzofondista tedesco
- 1951 - Abdoulkader Kamil Mohamed, politico gibutiano
- 1951 - Tom Kozelko, ex cestista statunitense
- 1951 - Terrence Mann, cantante, attore e ballerino statunitense
- 1951 - José Nazabal, ex ciclista su strada spagnolo
- 1951 - Romano Scarfagna, politico italiano
- 1951 - Fred Schneider, cantante e polistrumentista statunitense
- 1951 - Spot, produttore discografico e polistrumentista statunitense († 2023)
- 1951 - Victor Willis, cantante, compositore e attore statunitense
- 1952 - David Arkenstone, musicista e compositore statunitense
- 1952 - Dan Aykroyd, attore, cantautore e sceneggiatore canadese
- 1952 - Robert Baer, scrittore statunitense
- 1952 - William L. DeAndrea, scrittore e giornalista statunitense († 1996)
- 1952 - Brian George, attore e doppiatore israeliano
- 1952 - Celestino Migliore, arcivescovo cattolico italiano
- 1952 - Lajos Rácz, ex lottatore ungherese
- 1952 - Filippo Schisano, cantautore e musicista italiano
- 1952 - Steve Shutt, ex hockeista su ghiaccio canadese
- 1952 - Frédéric Thiriez, avvocato e dirigente sportivo francese
- 1953 - Michele Arnaboldi, architetto e urbanista svizzero († 2024)
- 1953 - Catherine Ferry, cantante francese
- 1953 - Mike Haynes, giocatore di football americano statunitense
- 1953 - Ramón Hernández, ex schermidore cubano
- 1953 - Jadranka Kosor, politica e giornalista croata
- 1953 - Giuseppe Menardi, politico e ingegnere italiano
- 1953 - Sangay Ngedup, politico bhutanese
- 1953 - Mike Sands, ex atleta bahamense
- 1953 - Ted Simonett, attore canadese
- 1953 - Alan Sunderland, ex calciatore inglese
- 1953 - Lorna Turnbull, ex cestista inglese
- 1954 - Martin Childs, scenografo britannico
- 1954 - Lawrence Gonzi, politico maltese
- 1954 - Sharif Hassan Sheikh Aden, politico somalo
- 1954 - György Horkai, ex pallanuotista ungherese
- 1954 - Jurij Koval'ov, ex calciatore sovietico
- 1954 - Antonino Lo Presti, avvocato e politico italiano
- 1954 - Abu Mahdi al-Muhandis, generale e politico iracheno († 2020)
- 1954 - Mohammed Tawfiq Allawi, politico iracheno
- 1954 - Keith Whitley, cantante statunitense († 1989)
- 1954 - Herbert Zimmermann, ex calciatore tedesco occidentale
- 1955 - Sanma Akashiya, comico, conduttore televisivo e attore giapponese
- 1955 - Marco Ciatti, storico dell'arte e funzionario italiano († 2024)
- 1955 - Augusto De Luca, fotografo italiano
- 1955 - Nikolaj Anatol'evič Demidenko, pianista russo
- 1955 - Christian Estrosi, ex pilota motociclistico e politico francese
- 1955 - Li Keqiang, politico cinese († 2023)
- 1955 - Candia McWilliam, scrittrice scozzese
- 1955 - Vladimir Petrović, allenatore di calcio e ex calciatore serbo
- 1955 - Emma Pomilio, scrittrice italiana
- 1955 - Mike Rossman, ex pugile statunitense
- 1955 - Luciano Sampaoli, compositore e regista italiano
- 1955 - Lisa Scottoline, avvocato e scrittrice statunitense
- 1955 - Alberto Segalini, politico italiano
- 1955 - Gerardo Tristano, compositore italiano
- 1956 - Michele Calì, produttore cinematografico e produttore televisivo italiano
- 1956 - Dan-I, cantante giamaicano († 2006)
- 1956 - Antonio De Luca, vescovo cattolico italiano
- 1956 - Xavier Dupré Raventós, archeologo e storico spagnolo († 2006)
- 1956 - Mario Leoncini, scacchista e scrittore italiano
- 1956 - Enzo Lippolis, archeologo italiano († 2018)
- 1956 - Tito Lupini, rugbista a 15 e allenatore di rugby a 15 sudafricano († 2021)
- 1956 - Lorna Patterson, attrice statunitense
- 1956 - Alan Ruck, attore statunitense
- 1956 - Gregg L. Semenza, medico statunitense
- 1957 - Lisa Blount, attrice e produttrice cinematografica statunitense († 2010)
- 1957 - Marcelo Campo, rugbista a 15 argentino († 2021)
- 1957 - Arian Hametaj, ex calciatore albanese
- 1957 - Maria Lansink, ex cestista olandese
- 1957 - Pierre Laurent, giornalista e politico francese
- 1957 - Pamela Mann, ex attrice pornografica statunitense
- 1957 - Sean O'Driscoll, dirigente sportivo, allenatore di calcio e ex calciatore irlandese
- 1957 - Italo Sacchetto, ex atleta paralimpico italiano
- 1957 - Aleksandr Savin, ex pallavolista e allenatore di pallavolo sovietico
- 1957 - Younis Tawfik, giornalista, scrittore e poeta iracheno
- 1957 - Joseph Xuereb, ex calciatore maltese
- 1958 - Tim Abell, attore statunitense
- 1958 - Ann Jansson, ex marciatrice svedese
- 1958 - Nancy Lieberman, ex cestista e allenatrice di pallacanestro statunitense
- 1958 - Fernando Morel, ex rugbista a 15 e allenatore di rugby a 15 argentino
- 1958 - Diane Nelson, giocatrice di curling canadese
- 1958 - Toshio Okada, regista, produttore cinematografico e scrittore giapponese
- 1958 - Louise Penny, scrittrice, giornalista e conduttrice radiofonica canadese
- 1958 - Fabrizio Poggi, cantautore e armonicista italiano
- 1958 - Božo Vuletić, ex pallanuotista jugoslavo
- 1958 - Kenji Yamamoto, compositore giapponese
- 1959 - Chung Hae-won, calciatore sudcoreano († 2020)
- 1959 - Giovanni D'Aleo, ex maratoneta e mezzofondista italiano
- 1959 - Anne Garefino, produttrice televisiva, produttrice cinematografica e produttrice teatrale statunitense
- 1959 - Ginés Jesús Hernández, religioso spagnolo
- 1959 - Naoji Itō, ex calciatore giapponese
- 1959 - Teresa Leger Fernandez, politica statunitense
- 1959 - Dale Midkiff, attore statunitense
- 1959 - Francesca Reggiani, comica, cabarettista e imitatrice italiana
- 1959 - Anne Smith, ex tennista statunitense
- 1960 - Yahya Alwan, allenatore di calcio e ex calciatore iracheno
- 1960 - Michael Glowatzky, ex calciatore tedesco orientale
- 1960 - Geert Hoste, umorista e cabarettista belga
- 1960 - Lynn Jennings, ex mezzofondista statunitense
- 1960 - Evelyn King, cantante statunitense
- 1960 - Gianmarco Mazzi, dirigente d'azienda, produttore televisivo e autore televisivo italiano
- 1960 - Marie-Luce Waldmeier, ex sciatrice alpina francese
- 1960 - Jed Wentz, flautista e direttore d'orchestra statunitense
- 1960 - Guy Williams, ex cestista statunitense
- 1960 - Saddam Kamel Hassan al-Majid, militare iracheno († 1996)
- 1961 - Valeria Benatti, scrittrice, conduttrice radiofonica e conduttrice televisiva italiana
- 1961 - Vito Bratta, chitarrista statunitense
- 1961 - Alessio Caruso, attore italiano
- 1961 - Jean-Claude Colotti, ex ciclista su strada e pistard francese
- 1961 - Malcolm Elliott, ex ciclista su strada e pistard britannico
- 1961 - Ute Emmerich, produttrice cinematografica tedesca
- 1961 - Augusto Gentilini, allenatore di calcio e ex calciatore italiano
- 1961 - Jean-Paul Gut, imprenditore francese
- 1961 - Doron Jamchi, ex cestista israeliano
- 1961 - Rolf Kasparek, cantante e chitarrista tedesco
- 1961 - Ivan Kaye, attore britannico
- 1961 - Carl Lewis, ex velocista e lunghista statunitense
- 1961 - Victoria Nuland, diplomatica statunitense
- 1961 - Goran Petrović, scrittore serbo († 2024)
- 1961 - Fredy Schmidtke, pistard tedesco († 2017)
- 1961 - Diana Spencer, filantropa inglese († 1997)
- 1961 - Dan Stripp, ex sciatore alpino statunitense
- 1961 - Michelle Wright, cantante canadese
- 1962 - Andre Braugher, attore statunitense († 2023)
- 1962 - George Bugeja, vescovo cattolico maltese
- 1962 - Chris Cavanaugh, ex nuotatore statunitense
- 1962 - Julio Clement, ex rugbista a 15, allenatore di rugby a 15 e politico argentino
- 1962 - Richard Ferrand, politico francese
- 1962 - Dominic Keating, attore britannico
- 1962 - Margarita Louis-Dreyfus, imprenditrice svizzera
- 1962 - Seyran Ohanyan, generale armeno
- 1963 - Roddy Bottum, tastierista statunitense
- 1963 - Marco Esposito, giornalista e saggista italiano
- 1963 - Rick Hunolt, chitarrista statunitense
- 1963 - Naser Khader, politico danese
- 1963 - Edward Lu, ex astronauta e fisico statunitense
- 1963 - Pablo d'Ors, scrittore, critico letterario e presbitero spagnolo
- 1963 - Ihar Žaljazoŭski, pattinatore di velocità su ghiaccio bielorusso († 2021)
- 1964 - Guillermo Martín Abanto Guzmán, vescovo cattolico peruviano
- 1964 - Alberto Bilà, giornalista e conduttore televisivo italiano
- 1964 - Dan Bishop, politico statunitense
- 1964 - Peter Cattaneo, regista e sceneggiatore britannico
- 1964 - Cristina Cifuentes, politica e avvocato spagnola
- 1964 - Romeu Filemón, allenatore di calcio angolano
- 1964 - Pedro Franco, ex giocatore di calcio a 5 paraguaiano
- 1964 - Dante Lam, regista, sceneggiatore e attore hongkonghese
- 1964 - Bernard Laporte, ex rugbista a 15, allenatore di rugby a 15 e politico francese
- 1964 - Augusto Paolo Lojudice, cardinale e arcivescovo cattolico italiano
- 1964 - Michael George McGovern, arcivescovo cattolico statunitense
- 1964 - Loli Sánchez, ex cestista spagnola
- 1964 - Chie Satō, doppiatrice giapponese
- 1964 - Misty Thomas, ex cestista canadese
- 1964 - Franz Wohlfahrt, ex calciatore austriaco
- 1964 - Yu Long, musicista e direttore d'orchestra cinese
- 1965 - Roger Barton, montatore statunitense
- 1965 - Tito Beltrán, tenore cileno
- 1965 - Paolo Filippo Bragaglia, musicista e compositore italiano
- 1965 - Cristina Finocchi Mahne, dirigente d'azienda e economista italiana
- 1965 - Carl Fogarty, pilota motociclistico britannico
- 1965 - Francesco Massara, arcivescovo cattolico italiano
- 1965 - Oscar Pellicioli, ex ciclista su strada e dirigente sportivo italiano
- 1965 - Luis Antonio Valdez, ex calciatore messicano
- 1965 - Konrad Walk, ex sciatore alpino austriaco
- 1965 - Simon Youl, ex tennista australiano
- 1965 - Harald Zwart, regista olandese
- 1966 - Ola Andersson, ex calciatore, allenatore di calcio e dirigente sportivo svedese
- 1966 - Stéphan Caron, ex nuotatore francese
- 1966 - Frank De Bleeckere, ex arbitro di calcio belga
- 1966 - Zita-Eva Funkenhauser, ex schermitrice tedesca
- 1966 - Patrick McEnroe, ex tennista statunitense
- 1966 - Samir Rifa'i, politico giordano
- 1966 - Rómer Roca, ex calciatore boliviano
- 1967 - Pamela Anderson, attrice, modella e produttrice televisiva canadese
- 1967 - Ernest Barry, ex calciatore maltese
- 1967 - Tony Bennett, ex giocatore di football americano statunitense
- 1967 - Luca Bottale, doppiatore, direttore del doppiaggio e conduttore televisivo italiano
- 1967 - Max Calderan, esploratore italiano
- 1967 - Elisabetta Cavallotti, attrice italiana
- 1967 - Ritchie Coster, attore britannico
- 1967 - Serhij Husjev, ex calciatore ucraino
- 1967 - Steve Komphela, allenatore di calcio e ex calciatore sudafricano
- 1967 - Marisa Monte, cantante, compositrice e produttrice discografica brasiliana
- 1967 - Peter Plate, musicista, cantante e cantautore tedesco
- 1967 - Fabrizio Silei, scrittore italiano
- 1967 - Mark Takai, politico statunitense († 2016)
- 1967 - Darrell Thompson, ex giocatore di football americano statunitense
- 1967 - Branko Zorko, ex mezzofondista croato
- 1968 - Roberta Faccani, cantautrice e attrice italiana
- 1968 - Jordi Mollà, attore, regista e sceneggiatore spagnolo
- 1968 - Leonid Novickij, pilota di rally russo
- 1968 - Cesare Pisoni, snowboarder italiano
- 1968 - Karleen Thompson, allenatrice di pallacanestro statunitense
- 1969 - Jason Derek Brown, criminale statunitense
- 1969 - Damir Krstičević, generale e politico croato
- 1969 - Alexander Krylov, economista tedesco
- 1969 - Eric LeMarque, ex hockeista su ghiaccio statunitense
- 1969 - Barbara Lindquist, ex triatleta statunitense
- 1969 - Mabel Mosquera, ex sollevatrice colombiana
- 1969 - Anatolij Osmolovskij, artista russo
- 1969 - Günter Oswald, ex hockeista su ghiaccio tedesco
- 1969 - Rino Romano, doppiatore e attore canadese
- 1970 - Tajči, cantante croata
- 1970 - Jorge Couto, ex calciatore portoghese
- 1970 - Predrag Erak, allenatore di calcio e ex calciatore bosniaco
- 1970 - Joni Ernst, politica statunitense
- 1970 - Hamza Hamzaoğlu, allenatore di calcio e ex calciatore turco
- 1970 - Marc Huster, ex sollevatore e telecronista sportivo tedesco
- 1970 - Alberto Losacco, politico italiano
- 1970 - Max Parodi, cantautore e musicista italiano († 2008)
- 1970 - Henry Simmons, attore statunitense
- 1970 - Robin Threatt, ex cestista statunitense
- 1970 - Laura Walker, ex nuotatrice statunitense
- 1971 - Missy Elliott, rapper, cantautrice e produttrice discografica statunitense
- 1971 - Marlayne, cantante olandese
- 1971 - Julianne Nicholson, attrice e ex modella statunitense
- 1971 - Igor' Paškevič, pattinatore artistico su ghiaccio russo († 2016)
- 1971 - Melissa Peterman, attrice e comica statunitense
- 1972 - Samer Al Marta, ex calciatore kuwaitiano
- 1972 - Eric Alfasi, allenatore di pallacanestro israeliano († 2021)
- 1972 - Vera Bagoly, ex cestista ungherese
- 1972 - Talğat Baimūratov, ex giocatore di calcio a 5 kazako
- 1972 - Rocco Casalino, giornalista italiano
- 1972 - William Costes, pilota motociclistico francese
- 1972 - Jimmy Hebert, ex calciatore francese
- 1972 - Tetsu Inada, doppiatore giapponese
- 1972 - Bruno Kernen, ex sciatore alpino svizzero
- 1972 - Alex Machacek, chitarrista austriaco
- 1972 - Steffi Nerius, giavellottista tedesca
- 1972 - Heinrich Trumheller, ex ciclista su strada tedesco
- 1972 - Volodymyr Vakulenko, poeta ucraino († 2022)
- 1973 - Roberta Bruzzone, criminologa e opinionista italiana
- 1973 - Fulvia Michela Caligiuri, politica italiana
- 1973 - Habib Chaab, attivista iraniano († 2023)
- 1973 - Robert William Edwards, allenatore di calcio e ex calciatore gallese
- 1973 - Mariastella Gelmini, politica italiana
- 1973 - Carluccio Giacometto, politico italiano
- 1973 - Ibrahim Hamato, tennistavolista egiziano
- 1973 - Béryl Laramé, ex lunghista e triplista seychellese
- 1973 - Fredrik Nilsson, schermidore svedese
- 1974 - Edward Cecot, ex calciatore polacco
- 1974 - Georges Chibani, ex cestista libanese
- 1974 - Marc Fraize, attore e comico francese
- 1974 - Jill Kargman, scrittrice, sceneggiatrice e attrice statunitense
- 1974 - Petar Krpan, allenatore di calcio e ex calciatore croato
- 1974 - Aleksej Mizgirёv, regista russo
- 1974 - Yolanda Moore, ex cestista e allenatrice di pallacanestro statunitense
- 1974 - Tasha Nelson, ex sciatrice alpina statunitense
- 1974 - Jefferson Pérez, ex marciatore ecuadoriano
- 1974 - Matthé Pronk, ex ciclista su strada e ex pistard olandese
- 1974 - Octavi Pujades, attore e medico spagnolo
- 1974 - Miguel Sapochnik, regista britannico
- 1974 - Jonathan Roumie, attore statunitense
- 1974 - Maksim Sušinskij, ex hockeista su ghiaccio russo
- 1974 - Pornchai Thongburan, ex pugile thailandese
- 1974 - Igor' Vološin, regista russo
- 1975 - Sean Colson, ex cestista statunitense
- 1975 - Romina Dei Cas, ex sciatrice alpina italiana
- 1975 - Kung Tsui-chang, funzionario, politico e imprenditore cinese
- 1975 - Ádám Kósa, avvocato e politico ungherese
- 1975 - Teresa Radice, fumettista italiana
- 1975 - Marco Roccati, allenatore di calcio e ex calciatore italiano
- 1975 - Filippo Sorcinelli, artista, organista e imprenditore italiano
- 1975 - Sufjan Stevens, cantautore, musicista e polistrumentista statunitense
- 1975 - Tat'jana Tomašova, mezzofondista russa
- 1976 - Kellie Bright, attrice britannica
- 1976 - Oriol Junyent, ex cestista spagnolo
- 1976 - Patrick Kluivert, dirigente sportivo, allenatore di calcio e ex calciatore olandese
- 1976 - Andrea Mangiante, ex pallanuotista e allenatore di pallanuoto italiano
- 1976 - Revaz Mindorashvili, lottatore georgiano
- 1976 - Goran Nikolić, ex cestista montenegrino
- 1976 - Ruud van Nistelrooij, allenatore di calcio e ex calciatore olandese
- 1976 - Plies, rapper statunitense
- 1976 - Yoann Poulard, ex calciatore francese
- 1976 - Reinaldo Rosa dos Santos, ex calciatore brasiliano
- 1976 - Thomas Sadoski, attore statunitense
- 1976 - Israel Sheinfeld, ex cestista israeliano
- 1976 - Rigobert Song, allenatore di calcio e ex calciatore camerunese
- 1976 - Hannu Tihinen, ex calciatore finlandese
- 1976 - Tamer Tuna, allenatore di calcio e ex calciatore turco
- 1976 - Kristen Welker, giornalista e conduttrice televisiva statunitense
- 1976 - Szymon Ziółkowski, politico e ex martellista polacco
- 1977 - Gonçalo Alves, ex giocatore di calcio a 5 portoghese
- 1977 - Juri Alvisi, ex ciclista su strada italiano
- 1977 - Manuela Diamanti, ex cestista italiana
- 1977 - Razzaq Farhan, ex calciatore iracheno
- 1977 - Jarome Iginla, ex hockeista su ghiaccio canadese
- 1977 - Helena Jaklitsch, politica e storica slovena
- 1977 - Björn Leukemans, ex ciclista su strada belga
- 1977 - Lara Martelli, cantautrice italiana
- 1977 - Jessica Meir, astronauta statunitense
- 1977 - Cristián Muñoz, ex calciatore argentino
- 1977 - Greg Pattillo, flautista statunitense
- 1977 - Veselin Petrović, ex cestista e allenatore di pallacanestro serbo
- 1977 - Verónica Sánchez, attrice spagnola
- 1977 - Liv Tyler, attrice e ex modella statunitense
- 1978 - Akeboshi, cantante giapponese
- 1978 - Mansour Al-Naje, ex calciatore saudita
- 1978 - Alain Behi, ex calciatore ivoriano
- 1978 - Caucher Birkar, matematico iraniano
- 1978 - Edwina Brown, ex cestista e allenatrice di pallacanestro statunitense
- 1978 - Christoph Dabrowski, ex calciatore tedesco
- 1978 - Rhea Durham, supermodella statunitense
- 1978 - Mark Hunter, canottiere britannico
- 1978 - Taleb Moussa, scacchista emiratino
- 1978 - Kostas Salapasidis, ex calciatore australiano
- 1978 - Simona Suriano, politica italiana
- 1978 - Woo Sun-hee, ex pallamanista sudcoreana
- 1979 - Ali Al-Abdali, ex calciatore saudita
- 1979 - Sylvain Calzati, ex ciclista su strada francese
- 1979 - Javier Garrido Ramírez, ex calciatore spagnolo
- 1979 - Forrest Griffin, artista marziale misto statunitense
- 1979 - Antara Mali, attrice e regista indiana
- 1979 - Christian Clay, attore pornografico italiano
- 1979 - Adrian Peterson, ex giocatore di football americano statunitense
- 1979 - Julijan Radionov, ex cestista bulgaro
- 1979 - Júlio Silva, ex tennista brasiliano
- 1979 - Yuan Ye, ex pattinatore di short track cinese
- 1980 - Ott Aardam, attore estone
- 1980 - Saad Al-Zahrani, ex calciatore saudita
- 1980 - Michael Berrer, ex tennista tedesco
- 1980 - Leonardo Calmonte, giocatore di calcio a 5 e allenatore di calcio a 5 italiano
- 1980 - Aslanbek Chuštov, lottatore russo
- 1980 - Nelson Cruz, giocatore di baseball dominicano
- 1980 - Olga Cygan, schermitrice polacca
- 1980 - Fortune Feimster, attrice, cabarettista e sceneggiatrice statunitense
- 1980 - Federico Freni, politico italiano
- 1980 - Vladimir Gazzaev, allenatore di calcio e ex calciatore russo
- 1980 - Nina Lisandrello, attrice statunitense
- 1980 - Youssef Mohamad, allenatore di calcio e ex calciatore libanese
- 1980 - Riley Moore, politico statunitense
- 1980 - Ioana Petrescu, politica e economista rumena
- 1980 - Lorenzo Rossetti, ex calciatore italiano
- 1980 - Shon Seung-mo, giocatore di badminton sudcoreano
- 1980 - Katalin Varga, schermitrice ungherese
- 1980 - Benjamin Wright, ex calciatore inglese
- 1980 - Eros Antonio Piazza, dirigente sportivo e ex calciatore italiano
- 1981 - Claudio Albizuris, ex calciatore guatemalteco
- 1981 - B.J. Callaghan, allenatore di calcio statunitense
- 1981 - Cho Byung-kuk, ex calciatore sudcoreano
- 1981 - Orlando Cruz, pugile portoricano
- 1981 - Elamine Erbate, ex calciatore marocchino
- 1981 - Carlo Antonio del Fava, rugbista a 15 sudafricano
- 1981 - Silvia Fuselli, allenatrice di calcio e ex calciatrice italiana
- 1981 - Craig Krenzel, ex giocatore di football americano statunitense
- 1981 - Patrick Motsepe, ex calciatore botswano
- 1981 - Yoshimi Ozaki, maratoneta giapponese
- 1981 - Susanna Raule, scrittrice italiana
- 1981 - Flavia Rigamonti, ex nuotatrice svizzera
- 1981 - Fatih Sonkaya, ex calciatore turco
- 1981 - Hassan Turki, ex calciatore iracheno
- 1981 - Agron Xiarchos, ex cestista montenegrino
- 1982 - Bassim Abbas, ex calciatore iracheno
- 1982 - Tawfeeq Abdul Razzaq, ex calciatore emiratino
- 1982 - Abdulrahman Al-Bishi, ex calciatore saudita
- 1982 - Hilarie Burton, attrice statunitense
- 1982 - Kiera Chaplin, attrice e modella britannica
- 1982 - Carmella DeCesare, modella e ex wrestler statunitense
- 1982 - Humaid Fakher, ex calciatore emiratino
- 1982 - Abdullah Fusseini, ex calciatore ghanese
- 1982 - Russell Holmes, dirigente sportivo, pallavolista e allenatore di pallavolo statunitense
- 1982 - Joachim Johansson, ex tennista svedese
- 1982 - Bébé Kambou, ex calciatore burkinabé
- 1982 - Luciano Leguizamón, ex calciatore argentino
- 1982 - LaMont McIntosh, ex cestista statunitense
- 1982 - James Pritchett, calciatore neozelandese
- 1982 - Maharan Radi, calciatore israeliano
- 1982 - Johann Tschopp, ex ciclista su strada e ciclocrossista svizzero
- 1982 - Cat Zingano, artista marziale mista statunitense
- 1983 - Halil Akkaş, mezzofondista e siepista turco
- 1983 - Audrey Assad, cantautrice statunitense
- 1983 - Lynsey Bartilson, attrice statunitense
- 1983 - Tanya Chisholm, attrice e ballerina statunitense
- 1983 - Modibo Diarra, ex calciatore ivoriano
- 1983 - Sherif Ekramy, calciatore egiziano
- 1983 - Fernando Nascimento Cosme, giocatore di calcio a 5 brasiliano
- 1983 - Roland Juhász, allenatore di calcio e ex calciatore ungherese
- 1983 - Marit Larsen, cantante norvegese
- 1983 - Vedran Morović, ex cestista croato
- 1983 - Leeteuk, cantante e conduttore televisivo sudcoreano
- 1983 - Francisco Prieto, calciatore cileno
- 1983 - Vasja Šimčič, ex calciatore sloveno
- 1983 - Kyle Soller, attore statunitense
- 1983 - Yoshie Ueno, judoka giapponese
- 1983 - Sheilla de Castro, ex pallavolista brasiliana
- 1984 - Chaouki Ben Saada, ex calciatore francese
- 1984 - Grégory Bourillon, ex calciatore francese
- 1984 - Morgane Dubled, modella francese
- 1984 - Naruepol Fairtex, thaiboxer thailandese
- 1984 - Franco Ferreiro, ex tennista brasiliano
- 1984 - Andrew Hein, pallavolista statunitense
- 1984 - Weera Koedpudsa, calciatore thailandese
- 1984 - Anthony Maestranzi, ex cestista e allenatore di pallacanestro statunitense
- 1984 - Steffen Nystrøm, calciatore norvegese
- 1984 - Paulina Pawlak, ex cestista polacca
- 1984 - Morris Possoni, ex ciclista su strada italiano
- 1984 - Cidimar, ex calciatore brasiliano
- 1984 - Miķelis Rēdlihs, hockeista su ghiaccio lettone
- 1984 - Donald Thomas, altista bahamense
- 1984 - Bracey Wright, ex cestista e allenatore di pallacanestro statunitense
- 1984 - Toontje van Lankvelt, ex pallavolista canadese
- 1985 - Mohamed Abdel-Shafy, ex calciatore egiziano
- 1985 - Michael Delura, ex calciatore tedesco
- 1985 - Álex Diego, allenatore di calcio e ex calciatore messicano
- 1985 - Yodsanklai Fairtex, thaiboxer thailandese
- 1985 - Cleavon Frendo, ex calciatore maltese
- 1985 - Vanessa Gidden, ex cestista giamaicana
- 1985 - Julien Guerrier, golfista francese
- 1985 - Paweł Kaczmarek, ex calciatore polacco
- 1985 - Annike Krahn, ex calciatrice tedesca
- 1985 - Eva Lechner, mountain biker, ciclocrossista e ciclista su strada italiana
- 1985 - Sebalter, cantante e violinista svizzero
- 1985 - Sergej Prudnikov, ex bobbista russo
- 1985 - Taylor Rochestie, cestista statunitense
- 1985 - Léa Seydoux, attrice francese
- 1985 - Mlađen Šljivančanin, cestista serbo
- 1985 - Ben Woodside, ex cestista statunitense
- 1986 - Charlie Blackmon, giocatore di baseball statunitense
- 1986 - Rémy Dugimont, ex calciatore francese
- 1986 - Iulian Erhan, calciatore moldavo
- 1986 - Tatsuya Fukuzawa, pallavolista giapponese
- 1986 - Erin Henderson, ex giocatore di football americano statunitense
- 1986 - Il'ja Ivanov, ex bobbista russo
- 1986 - Jens Janse, ex calciatore olandese
- 1986 - Vangjel Mile, ex calciatore albanese
- 1986 - Sonoya Mizuno, attrice, ballerina e modella giapponese
- 1986 - Agnes Monica, cantautrice, ballerina e attrice indonesiana
- 1986 - Giovanni Moreno, ex calciatore colombiano
- 1986 - Poorya Nazari, giocatore di poker canadese
- 1986 - Karri Rämö, hockeista su ghiaccio finlandese
- 1986 - Rob Schremp, ex hockeista su ghiaccio statunitense
- 1986 - Claudia Squizzato, calciatrice italiana
- 1986 - Rachel Summerlyn, wrestler statunitense
- 1986 - Will Thomas, cestista statunitense
- 1987 - Ekaterina Abramzon, ex cestista lettone
- 1987 - Ahn Jae-hyun, attore e modello sudcoreano
- 1987 - Alberto Chiumenti, cestista italiano
- 1987 - Maude Harcheb, cantante francese
- 1987 - Rezaul Karim, calciatore bangladese
- 1987 - Fernander Kassaï, ex calciatore centrafricano
- 1987 - Donashano Malama, calciatore zambiano
- 1987 - Luka Mesec, politico sloveno
- 1987 - Azat Nurğalïyev, ex calciatore kazako
- 1987 - Aleksandra Petrović, pallavolista serba
- 1987 - Pablo Pintos, ex calciatore uruguaiano
- 1987 - Camilla Pistorello, attrice e ex danzatrice su ghiaccio italiana
- 1987 - Claudio Pätz, giocatore di curling svizzero
- 1987 - Federico Rosso, allenatore di calcio e ex calciatore argentino
- 1987 - Dominik Schmidt, ex calciatore tedesco
- 1987 - Michael Schrader, multiplista tedesco
- 1987 - Luka Sekulić, pallanuotista montenegrino
- 1987 - Evgenij Jur'evič Tomaševskij, scacchista russo
- 1987 - Mehmet Yağmur, cestista turco
- 1987 - Zeda Zhang, wrestler e ex artista marziale mista statunitense
- 1988 - Ismail Al Hammadi, calciatore emiratino
- 1988 - Jacob Chansley, attivista e ex militare statunitense
- 1988 - Kendra Cocksedge, ex rugbista a 15 e crickettista neozelandese
- 1988 - Thierry Doubaï, ex calciatore ivoriano
- 1988 - Kristen Dozier, ex pallavolista statunitense
- 1988 - Evan Ellingson, attore statunitense († 2023)
- 1988 - Youlia Fedossova, tennista francese
- 1988 - Elin Gaustad, cantante norvegese
- 1988 - Roald Halimi, giocatore di calcio a 5 albanese
- 1988 - Xavier Hochstrasser, allenatore di calcio e ex calciatore svizzero
- 1988 - Kim Seon-hyeong, cestista sudcoreano
- 1988 - Aleksandr Lesun, pentatleta bielorusso
- 1988 - Sofiane Milous, judoka francese
- 1988 - Fabricio Perrén, pilota motociclistico argentino
- 1988 - Yaser Rodríguez, ex cestista cubano
- 1988 - Tommy Seymour, rugbista a 15 britannico
- 1988 - Marco Tagbajumi, calciatore nigeriano
- 1988 - Seth Tarver, ex cestista statunitense
- 1988 - Joe Trapani, ex cestista statunitense
- 1988 - Anderson Vital da Silva, ex calciatore brasiliano
- 1988 - Dagmara Wozniak, schermitrice statunitense
- 1988 - Major Wright, ex giocatore di football americano statunitense
- 1989 - Gabriel Avilés, ex calciatore nicaraguense
- 1989 - Kent Bazemore, cestista statunitense
- 1989 - Farouk Ben Mustapha, calciatore tunisino
- 1989 - Nathanaël Berthon, pilota automobilistico francese
- 1989 - Mehdi Carcela-González, ex calciatore belga
- 1989 - Maria Comegna, attrice italiana
- 1989 - Orazio Cremona, pesista sudafricano
- 1989 - Blas Cáceres, calciatore paraguaiano
- 1989 - Mitch Hewer, attore britannico
- 1989 - Miran Khasro, calciatore iracheno
- 1989 - Kevin Kühnert, politico tedesco
- 1989 - Teheivarii Ludivion, calciatore francese
- 1989 - Hannah Murray, attrice britannica
- 1989 - Daniel Ricciardo, ex pilota automobilistico australiano
- 1989 - Simon Schwetz, giocatore di football americano tedesco
- 1989 - Tom-Jelte Slagter, ex ciclista su strada olandese
- 1989 - Devon Still, ex giocatore di football americano statunitense
- 1989 - Brandon Taylor, scrittore statunitense
- 1989 - Roberto Valbuzzi, cuoco e conduttore televisivo italiano
- 1990 - Rory Arnold, rugbista a 15 australiano
- 1990 - Pier Barrios, calciatore argentino
- 1990 - James Ennis, cestista statunitense
- 1990 - Andrew Fenn, ex ciclista su strada e pistard britannico
- 1990 - Lukas Geniušas, pianista russo
- 1990 - Ali Işık, cestista turco
- 1990 - Kang Kuk-chol, calciatore nordcoreano
- 1990 - Claudine Meffometou Tcheno, calciatrice camerunese
- 1990 - Vujadin Savić, ex calciatore serbo
- 1990 - Goran Siljanovski, calciatore macedone
- 1990 - Gianluca Tamberi, giavellottista e modello italiano
- 1990 - Jonatan Tollås Nation, ex calciatore norvegese
- 1990 - Chris Walker-Hebborn, ex nuotatore britannico
- 1990 - Justin Watts, cestista statunitense
- 1991 - Anmar Almubaraki, ex calciatore iracheno
- 1991 - Jade Barbosa, ginnasta brasiliana
- 1991 - Simone Colombi, calciatore italiano
- 1991 - Zdeněk Folprecht, calciatore ceco
- 1991 - Jamy Franco, ex marciatrice guatemalteca
- 1991 - Flavio Gastaldi, politico italiano
- 1991 - Garrett Gilbert, giocatore di football americano statunitense
- 1991 - Edwin Gyasi, calciatore ghanese
- 1991 - Jung Myung-hoon, videogiocatore sudcoreano
- 1991 - Matías Jones, calciatore uruguaiano
- 1991 - Roger Lee, calciatore bermudiano
- 1991 - Annalie Longo, calciatrice neozelandese
- 1991 - Daniel Miller, cestista statunitense
- 1991 - Mike Muscala, ex cestista statunitense
- 1991 - Văn Quyết Nguyễn, calciatore vietnamita
- 1991 - Ivan Paurević, ex calciatore croato
- 1991 - Jagdish Singh, fondista indiano
- 1991 - Logan Thomas, giocatore di football americano statunitense
- 1991 - Lucas Vázquez, calciatore spagnolo
- 1991 - Laura Weightman, mezzofondista britannica
- 1991 - Edson Felipe da Cruz, calciatore brasiliano
- 1991 - Ezhel, rapper turco
- 1992 - Amine Atouchi, calciatore marocchino
- 1992 - Patrick Bjorkstrand, hockeista su ghiaccio danese
- 1992 - Luis Casanova, calciatore cileno
- 1992 - Laurie Davidson, attore britannico
- 1992 - Daniel Giraldo, calciatore colombiano
- 1992 - Natalie Hagglund, pallavolista statunitense
- 1992 - Briauna Jones, bobbista statunitense
- 1992 - Konstantin Kerschbaumer, calciatore austriaco
- 1992 - Giorgi K'ukhianidze, calciatore georgiano
- 1992 - Dmitrij Kulagin, cestista russo
- 1992 - Mia Malkova, attrice pornografica statunitense
- 1992 - Nic Moore, ex cestista statunitense
- 1992 - Kirsten Moore-Towers, pattinatrice artistica su ghiaccio canadese
- 1992 - Ivana Mrázová, modella e personaggio televisivo ceca
- 1992 - Shkëlzen Ruçi, calciatore albanese
- 1992 - Serenay Sarıkaya, attrice e modella turca
- 1992 - Roderick Townsend, atleta paralimpico statunitense
- 1992 - Ásgeir Trausti, cantautore islandese
- 1992 - Lise Van Hecke, pallavolista belga
- 1992 - Hannah Whelan, ex ginnasta inglese
- 1993 - Emily Armi, ginnasta italiana
- 1993 - Venâncio Baldasso, giocatore di calcio a 5 brasiliano
- 1993 - Javier Duren, ex cestista statunitense
- 1993 - Daniel Hoelgaard, ex ciclista su strada norvegese
- 1993 - Kim Yun-mi, calciatrice nordcoreana
- 1993 - Alex Pérez, cestista statunitense
- 1993 - Raini Rodriguez, attrice e cantante statunitense
- 1994 - Glan Martins, calciatore indiano
- 1994 - Vítor Costa de Brito, calciatore brasiliano
- 1994 - Sheldon Day, giocatore di football americano statunitense
- 1994 - Alex Ferrari, calciatore italiano
- 1994 - Chris Flexen, giocatore di baseball statunitense
- 1994 - Xavier-Robert François, cestista belga
- 1994 - Montserrat González, ex tennista paraguaiana
- 1994 - Jordan Jenkins, giocatore di football americano statunitense
- 1994 - Amr Kaddoura, calciatore svedese
- 1994 - Tamirlan Kozubaev, calciatore kirghiso
- 1994 - Sam Lundholm, ex calciatore svedese
- 1994 - Adrián Mateos, giocatore di poker spagnolo
- 1994 - Chloé Paquet, tennista francese
- 1994 - Jüri Pootsmann, cantante estone
- 1994 - Mohamed Rayhi, calciatore olandese
- 1994 - D.J. Reader, giocatore di football americano statunitense
- 1994 - Jakeb Sullivan, giocatore di football americano statunitense
- 1994 - Miha Zajc, calciatore sloveno
- 1995 - Komnen Andrić, calciatore serbo
- 1995 - Boli Bolingoli-Mbombo, calciatore belga
- 1995 - Henry Caruso, cestista e allenatore di pallacanestro statunitense
- 1995 - Élie Gesbert, ciclista su strada francese
- 1995 - Lena Häcki, biatleta svizzera
- 1995 - Lee Tae-yong, rapper e compositore sudcoreano
- 1995 - Onkabetse Makgantai, calciatore botswano
- 1995 - Duane Muckette, calciatore trinidadiano
- 1995 - Ebenezer Ofori, calciatore ghanese
- 1995 - Alessandro Pessot, ex ciclista su strada italiano
- 1995 - Krzysztof Piątek, calciatore polacco
- 1995 - Brandon Russell, militare e terrorista statunitense
- 1995 - Savvy Shields, modella statunitense
- 1995 - Tommy Sweeney, giocatore di football americano statunitense
- 1995 - Maxim Vasilioglu, lottatore rumeno
- 1995 - Mustafa Yusupov, calciatore kirghiso
- 1995 - Ygor Catatau, ex calciatore brasiliano
- 1996 - Desiree Ajlec, ex sciatrice alpina slovena
- 1996 - Zelimchan Bakaev, calciatore russo
- 1996 - Khari Blasingame, giocatore di football americano statunitense
- 1996 - Frank Boya, calciatore camerunese
- 1996 - Benedetta Caretta, cantante italiana
- 1996 - Choi Mi-sun, arciera sudcoreana
- 1996 - Dominique Devenport, attrice, ballerina e modella svizzera
- 1996 - Ludovic Fabregas, pallamanista francese
- 1996 - Sandro Michel, bobbista, pesista e discobolo svizzero
- 1996 - Dominik Olejniczak, cestista polacco
- 1996 - Adelina Sotnikova, ex pattinatrice artistica su ghiaccio russa
- 1996 - Jakub Šural, calciatore ceco
- 1997 - Anthony Caci, calciatore francese
- 1997 - Simone Crescenzi, taekwondoka italiano
- 1997 - Mohamed El Hankouri, calciatore olandese
- 1997 - Mahir Emreli, calciatore azero
- 1997 - Simon Guglielmi, ciclista su strada francese
- 1997 - Kang Yoon-sung, calciatore sudcoreano
- 1997 - Nikola Nosková, ciclista su strada e ciclocrossista ceca
- 1997 - Grigorij Oparin, scacchista russo
- 1997 - Eléonor Sana, sciatrice alpina belga
- 1997 - Andrew Van Ginkel, giocatore di football americano statunitense
- 1997 - Yan Wengang, skeletonista cinese
- 1998 - Taha Ali, calciatore svedese
- 1998 - Mikael Anderson, calciatore islandese
- 1998 - Chloe Bailey, cantante e attrice statunitense
- 1998 - Carina Baltrip-Reyes, calciatrice panamense
- 1998 - Susan Bandecchi, tennista svizzera
- 1998 - Maxime Bernauer, calciatore francese
- 1998 - Vladyslav Dubinčak, calciatore ucraino
- 1998 - Tiana Gairns, sciatrice freestyle canadese
- 1998 - Gao Tianyi, calciatore cinese
- 1998 - Ingvild Gåskjenn, ciclista su strada norvegese
- 1998 - Boyd Lucassen, calciatore olandese
- 1998 - Jordi Meeus, ciclista su strada belga
- 1998 - Linda Motlhalo, calciatrice sudafricana
- 1998 - Hollie Steel, cantante e attrice britannica
- 1998 - Adrián Szőke, calciatore ungherese
- 1998 - Daniel Thomas, giocatore di football americano statunitense
- 1999 - Tiago Banega, calciatore argentino
- 1999 - Pablo Dimcheff, rugbista a 15 italiano
- 1999 - Kanya Fujimoto, calciatore giapponese
- 1999 - Elija Godwin, velocista statunitense
- 1999 - Matteo Jorgenson, ciclista su strada statunitense
- 1999 - Numan Kurdić, calciatore bosniaco
- 1999 - Marlon Langeland, attore norvegese
- 1999 - Ondřej Pažout, combinatista nordico ceco
- 1999 - Ignacio Rosa, cestista spagnolo
- 1999 - Léo Alaba, calciatore brasiliano
- 1999 - Trazié Thomas, calciatore ivoriano
- 1999 - Ramiro Vaca, calciatore boliviano
- 1999 - Carlo Villanueva, calciatore cileno
- 2000 - Marco Carnesecchi, calciatore italiano
- 2000 - Wiktor Długosz, calciatore polacco
- 2000 - Simas Jarumbauskas, cestista lituano
- 2000 - DeMarvin Leal, giocatore di football americano statunitense
- 2000 - Dávid Losonczi, lottatore ungherese
- 2000 - Domen Makuc, pallamanista sloveno
- 2000 - Luca Moroni, scacchista e youtuber italiano
- 2000 - Faris Moumbagna, calciatore camerunese
- 2000 - Vladıslav Prokopenko, calciatore kazako
- 2000 - Cameron Thomas, giocatore di football americano statunitense
- 2000 - Lalu Muhammad Zohri, velocista indonesiano

## XXI secolo(29)
- 2001 - Andrew da Silva Ventura, calciatore brasiliano
- 2001 - Haitham Asiri, calciatore saudita
- 2001 - John M. Burke, scacchista statunitense
- 2001 - Evann Guessand, calciatore francese
- 2001 - Marie-Therese Höbinger, calciatrice austriaca
- 2001 - Chosen Jacobs, attore statunitense
- 2001 - Mykola Kucharevyč, calciatore ucraino
- 2001 - Maksim Kutovoj, calciatore russo
- 2001 - Pehmoaino, cantautrice finlandese
- 2001 - Mika Mármol, calciatore spagnolo
- 2001 - Juan Pablo Pignani, calciatore argentino
- 2001 - Anna Sisková, tennista ceca
- 2001 - Madisen Skinner, pallavolista statunitense
- 2002 - Kasper Andersen, ciclista su strada e pistard danese
- 2002 - Jahsean Corbett, cestista statunitense
- 2002 - Huỳnh Thị Thanh Thủy, modella vietnamita
- 2002 - Hōsei Kijima, calciatore giapponese
- 2003 - Anastasia Cekulaev, pallavolista tedesca
- 2003 - Angel Chibozo, calciatore beninese
- 2003 - Tate McRae, cantautrice e ballerina canadese
- 2003 - Jay Poulter, sciatore alpino statunitense
- 2003 - Darren Rafferty, ciclista su strada e ciclocrossista irlandese
- 2003 - Storm Reid, attrice statunitense
- 2003 - Reshad de Gerus, pilota automobilistico francese
- 2004 - Alejandro Garnacho, calciatore spagnolo
- 2004 - Jackson Hopkins, calciatore statunitense
- 2004 - Poriya Khanzadeh, pallavolista iraniano
- 2005 - Tommaso Guercio, calciatore polacco
- 2006 - Chiara Gomez, nuotatrice artistica spagnola